# Dendrobium leytense
Dendrobium leytense är en orkidéart som beskrevs av Oakes Ames. Dendrobium leytense ingår i släktet Dendrobium, och familjen orkidéer. Inga underarter finns listade i Catalogue of Life.